# Rugosospora pseudorubiginosa
Rugosospora pseudorubiginosa är en svampart som först beskrevs av Cifuentes & Guzmán, och fick sitt nu gällande namn av Guzmán & Bandala 1990. Rugosospora pseudorubiginosa ingår i släktet Rugosospora och familjen Agaricaceae.   Inga underarter finns listade i Catalogue of Life.